# LGBT-Konservatismus
LGBT-Konservatismus ist ein Begriff, der Ideen des Konservatismus im intellektuellen, sozialen und politischen Sinne innerhalb der LGBT-Bewegung umfasst.

## Merkmale
Auf kulturellem Gebiet fühlen sich LGBT-Konservative traditionalistischen Vorstellungen wie der Treue zur Nation, der Sorge um die Familie und anderen Tugenden, die von konservativen Kräften in den Vordergrund gestellt werden, verbunden.
Auf politisch-ökonomischem Gebiet treten sie für die Durchsetzung ihrer Bürgerrechte und die Angleichung staatlicher Garantien und Leistungen für Angehörige der LGBT-Bevölkerung an die anderer (d. h. heterosexueller) Personengruppen ein, insbesondere im Steuer-, Ehe- und Familienrecht. Hierbei berufen sie sich mitunter auf die von der LGBT-Bevölkerung geleisteten Steuerzahlungen und die hohe Kaufkraft einiger sozioökonomischer Segmente dieses Bevölkerungsteils.
In geistlicher Hinsicht beteiligen sich LGBT-Konservative aktiv am Gemeindeleben religiöser Gruppen, die das Toleranzprinzip vertreten und Lebensweisen der LGBT-Bevölkerung anerkennen und einbeziehen, etwa in protestantischen und altkatholischen Kirchengemeinden, die gleichgeschlechtliche Paare segnen oder trauen, und Gemeinden des liberalen Judentums. In bestimmten Ländern äußert der konservative Diskurs über LGBT-Rechte eine kritische Haltung gegenüber dem Islam und argumentiert, dass die politischen und gesellschaftlichen Gegebenheiten in von Muslimen überwiegend bevölkerten Ländern durch diskriminierende Handlungen und Einstellungen die Lebensrealitäten von LGBT-Personen maßgeblich beeinflussen.
Sie distanzieren sich von dem Begriff „schwuler Lebensstil“, der von Konservativen oft missbraucht wird, um die Rechte sexueller Minderheiten einzuschränken, und verallgemeinernd behauptet, „alle Homosexuelle“ wiesen das gleiche Verhalten auf.
LGBT-Konservative vertreten eine Sexualmoral, die sich gegen Promiskuität und Konkubinat richtet, und unterstützen die Rechtsfiguren der eingetragenen Lebenspartnerschaft und der gleichgeschlechtlichen Ehe. Dabei orientieren sie sich am monogamen Modell einer dauerhaften affektiven Bindung zweier Menschen. Dieses Prinzip ist für die Unterstützung von LGBT-Anliegen durch sogenannte Straight-Allies aus dem sozialkonservativen Bevölkerungssegment förderlich.

## Parteipolitisches Engagement

### Deutschsprachige Länder

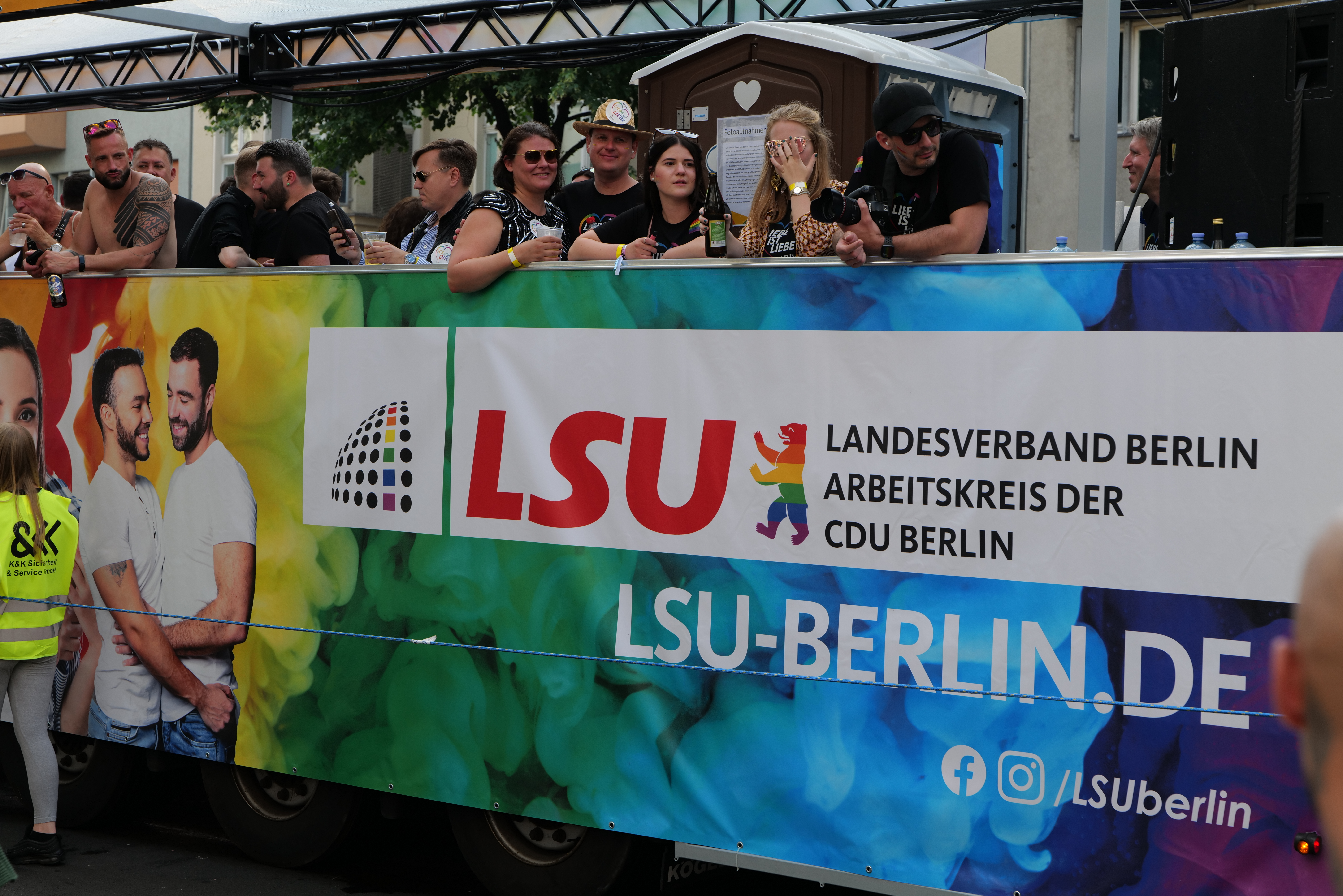
Die Gruppe Lesben und Schwule in der Union (LSU) beim CSD Berlin 2022

- Die LSU (Lesben und Schwule in der Union) sind eine CDU/CSU-nahe Gruppierung von Personen aus der LGBT-Bevölkerung, die im traditionellen konservativen Parteienspektrum der Bundesrepublik Deutschland engagiert sind.[10]
- 2016 gab es Medienberichte über eine Gruppierung namens „Bundesinteressengemeinschaft (BIG) Homosexuelle der AfD“, die sich für Sozialkonservatismus und liberale Wirtschaftspolitik einsetzt.[11] 2017 berichtete Norbert Blech auf Queer.de über die neu entstandene weit rechte Abspaltung „Schwul-Lesbische Plattform“,[12] über die dann Helke Ellersiek im Freitag vom 8. Mai 2019 berichtete.[13] Anschließend wurde es still um die Homosexuellen in der AfD. Unabhängig von diesen Organisationen innerhalb der AfD ist noch bekannt, dass die extrem rechte Parteivorsitzende Alice Weidel in einer lesbischen Beziehung lebt.[14]

- In der Schweiz war die „Gay SVP“ ab 2017 eine politische Gruppierung in der Schweizerischen Volkspartei (SVP)[15]. Der daraus entstandene Verein löste sich 2024 auf, nachdem sein Ziel, die Ehe für alle auch in der Schweiz, erreicht war.[16]

- In Österreich ist Nico Marchetti seit 2017 ein offen schwuler Nationalratsabgeordneter und Mitglied der Österreichischen Volkspartei (ÖVP).[17]

### Sonstige Länder

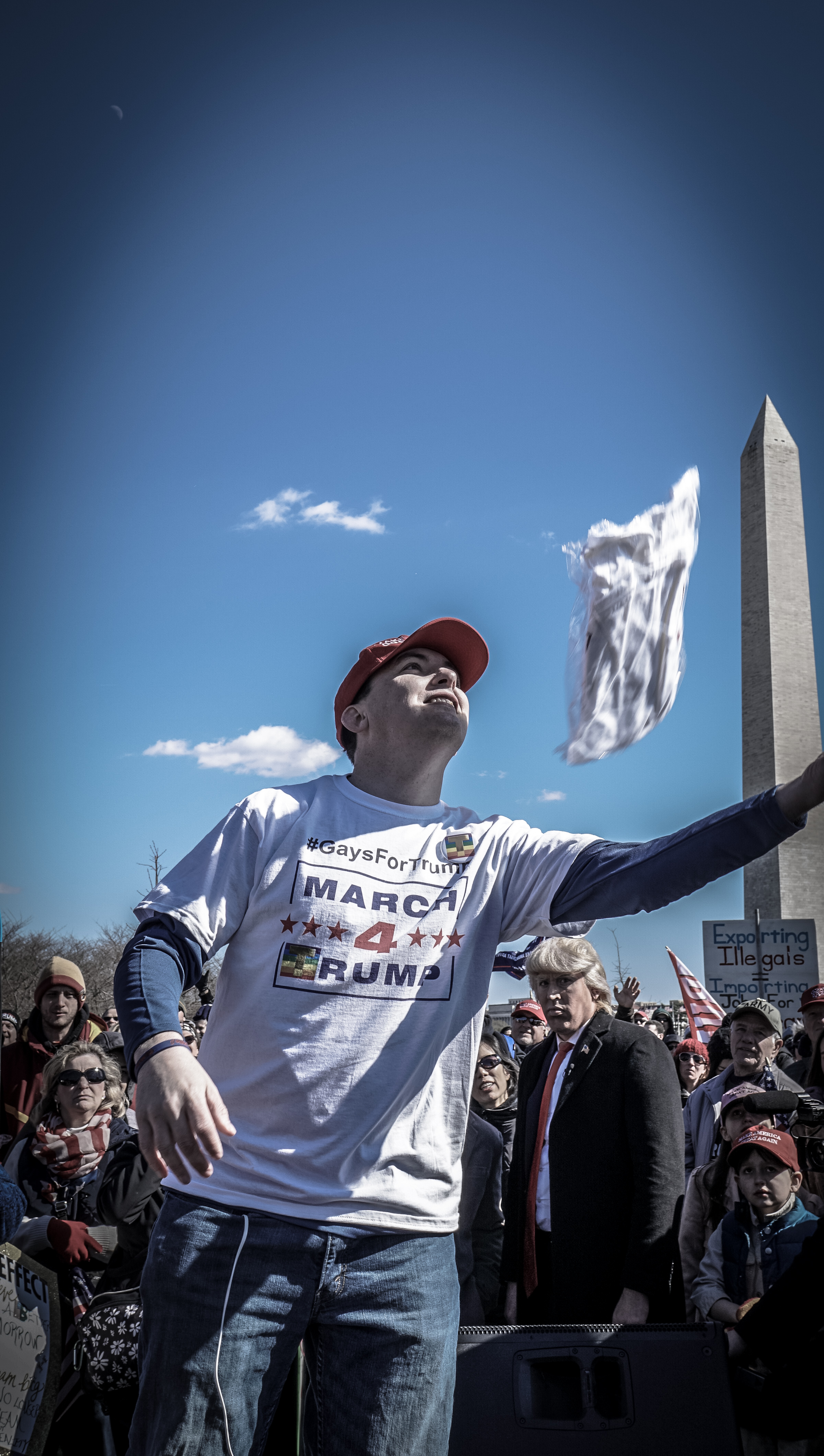
Ein Mitglied der konservativen US-amerikanischen politischen Organisation „Gays for Trump“

- In den Vereinigten Staaten ist die Gruppe Log Cabin Republicans eine 1977 gegründete Organisation, die die Republikanische Partei unterstützt und ihr nahe steht. Die Gruppe Gays for Trump ist eine Organisation konservativer Homosexueller, die die Amtszeit von Donald Trump als Präsident der Vereinigten Staaten unterstützen.[18] Sie sind als Mitglieder oder Anhänger der Republikanischen Partei verbunden.[19]
- Im Vereinigten Königreich ist die LGBT+ Conservatives die offizielle LGBT-Parteisektion der Konservativen Partei.[20]
- In Schweden sind die „Offenen Moderaten“ die LGBT-Parteisektion der Moderaten Partei.[21]
- In Dänemark war Søren Pape Poulsen, der Vorsitzende der Konservativen Volkspartei von 2014 bis 2024, seit 2021 mit einem anderen Mann verheiratet.[22]
- In den Niederlanden, Pim Fortuyn war ein offener schwuler und konservativer Soziologe, Publizist sowie Politiker. Er war Vorsitzender der politischen Partei LPF und wurde im Jahr 2002 ermordet.[23]
- „Stolz auf den Likud“ ist eine konservative israelische LGBT-Fraktion unter der Leitung von Amir Ohana, dem ersten offen schwulen Parlamentssprecher der Knesset.[24]